# Lothar Geist
Lothar Geist  (* 10. März 1920 in Berlin; † unbekannt) war ein deutscher Kinderdarsteller beim Film.

## Leben und Wirken
Geist war gerade vierzehn Jahre alt, als man ihn entdeckte und vor die Kamera holte. Im deutschen Unterhaltungsfilm der NS-Zeit verkörperte er allerlei aufgeweckte Jungs jeder Art: einen Liftboy in Die fromme Lüge, einen Taschendieb in Streit um den Knaben Jo, einen Zigarettenjungen in Geheimzeichen LB 17, einen Primaner in Was tun, Sybille?, einen Tankstellenlehrling in Der Blaufuchs, einen Zeitungsverkäufer in Damals und mehrmals Pagen. Eine typische Geist-Rolle war auch die des cleveren Knaben in Der Mann, der Sherlock Holmes war, der die dringend gesuchten Mauritius-Briefmarken in der von Hans Albers während einer Gerichtsverhandlung wütend auf den Fußboden geschmetterte Taschenuhr entdeckt. Geist-Rollen an Seiten von Topstars wie Pola Negri, Zarah Leander und Heinz Rühmann waren zwar oftmals nur sekundenkurz, hinterließen aber bisweilen durchaus Eindruck. Gleich nach dem Krieg spielte Geist auch kurzzeitig Theater, in der Saison 1947/48 ist er an Berlins Kammerspielen Nord nachzuweisen. Nach einer weiteren Filmrolle 1948/49 verschwand Geist aus dem Blickfeld der Öffentlichkeit und wanderte in späteren Jahren nach Kanada aus, wo sich seine Spur endgültig verliert. Geist lebte noch zumindest bis in die frühen 1980er Jahre hinein.

## Filmografie
- 1935: Ein falscher Fuffziger
- 1937: Der Mann, der Sherlock Holmes war
- 1937: Brillanten
- 1937: Streit um den Knaben Jo
- 1937: Gewitterflug zu Claudia
- 1937: Tango Notturno
- 1938: Die fromme Lüge
- 1938: Was tun, Sybille?
- 1938: Kleiner Mann, ganz groß
- 1938: Der Blaufuchs
- 1938: Fracht von Baltimore
- 1939: Der grüne Kaiser
- 1939: In letzter Minute
- 1939: Der Stammbaum des Dr. Pistorius
- 1940: Kriminalkommissar Eyck
- 1942: Damals
- 1949: Amico